# 宾亨镇
宾亨镇，是中华人民共和国广东省肇庆市广宁县下辖的一个乡镇级行政单位。
2012年1月11日，广东省民政厅批复同意撤销石涧镇，将其行政区域并入宾亨镇。调整后宾亨镇辖3个社区居委会和13个村委会，镇人民政府驻原宾亨镇人民政府驻地。

## 行政区划
宾亨镇下辖以下地区：
石涧社区、横迳社区、仁尚里村、沙心村、宜洞村、宾亨社区、罗溪村、永泰村、中村、都委村、坑仔口村、妙村、寺湾村、江西村、罗汶村和带洞村。